# Ойцовски национален парк
Ойцовският национален парк (на полски: Ojcowski Park Narodowy) е национален парк в Южна Полша, Малополско войводство.

## География
Паркът се намира в южната част на Краковско-Ченстоховска равнина. Той е най-малък от полските национални паркове. Смята се, че има приблизително 700 пещери. Най-дългите от тях са: Пещера на Локетек, Чемна, Збойецка, Сомсповска, Кожярня. Много характерни за парка са прилепите.

## Фауна
Броят на видовете срещани тук се оценяват на 11 000, сред тях: голям нощник, малък подковонос, лисица, европейски бобър, див заек, сърна, хермелин, дива свиня, златка, черен пор, бял щъркел, язовец, лешников сънливец, ондатра, голям ястреб, воден кос, земеродно рибарче, горска улулица, горска ушата сова, Кълвачови, жълтоглаво кралче, гривяк, гургулица, копринарка, хвойнов дрозд, малък гребенест тритон, червенокоремна бумка, кафява крастава жаба, планинска жаба, дървесница, водна змия, ливаден гущер, слепок, усойница, Salmo trutta fario, дъгова пъстърва.

## Флора
На територията на националния парк се срещат: ела, габър, Betula oycoviensis, Rosa pendulina, Prunus fruticosa, Hippophae rhamnoides, Epipactis palustris, Pedicularis sylvatica, Gentianopsis ciliata, Tofieldia calyculata, Listera ovata, Equisetum telmateia, Aconitum moldavicum, Stipa joannis, Aster amellus, Phyteuma orbiculare, Cardamine glanduligera, Chrysosplenium alternifolium, Pulmonaria obscura, гълъбови очички, Anemone nemorosa, Omphalodes scorpioides, Anemone ranunculoides, Arum maculatum.